# Lebiaji (Krasnodar)
|  | Per a altres significats, vegeu «Lebiaji». |

Lebiaji - Лебяжий (rus) - és un khútor del krai de Krasnodar, a Rússia. Es troba a 7 km al nord-est de Gulkévitxi i a 145 km al nord-est de Krasnodar.
Pertany a la ciutat de Gulkévitxi.